# Viktor Vasiliev (biatleta)
Viktor Sergueyevich Vasiliev –en ruso, Виктор Сергеевич Васильев– (Ustinov, 30 de mayo de 1987) es un deportista ruso que compitió en biatlón. Ganó cuatro medallas en el Campeonato Europeo de Biatlón entre los años 2009 y 2011.

## Palmarés internacional
| Campeonato Europeo | Campeonato Europeo   | Campeonato Europeo | Campeonato Europeo |
| Año                | Lugar                | Medalla            | Prueba             |
| ------------------ | -------------------- | ------------------ | ------------------ |
| 2009               | Ufa (Rusia)          | Medalla de oro     | Velocidad          |
| 2009               | Ufa (Rusia)          | Medalla de bronce  | Relevos            |
| 2010               | Otepää (Estonia)     | Medalla de plata   | Relevos            |
| 2011               | Val Ridanna (Italia) | Medalla de plata   | Relevos            |